# 셰일라 (가수)

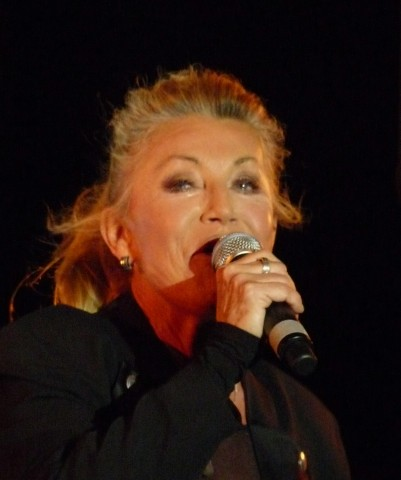

셰일라(Sheila, 본명: 아니 샹셀/Annie Chancel, 1945년 8월 16일 ~ )는 1960년대, 1970년대의 솔로 아티스트로서 성공한 프랑스의 팝 가수이자 남편 가수 링고(Ringo)와 더불어 Sheila & Ringo 듀오 소속이었다.
파리 근교의 크레테유에서 태어났다. 8세 때부터 춤을 추기 시작하고 피아노와 노래를 불렀다. 학우들과 '레 기타 브러더스'라는 그룹을 만들어 노래를 불렀으며, 1962년에 레코드에 데뷔. 그 때의 곡명 <세일라>를 예명으로 하였다. <꿈꾸는 하와이> 등의 히트곡이 유명하다.